# T. M. Ponnambalam Mahadevan
Telliyavaram Mahadevan Ponnambalam Mahadevan ou, plus simplement, T.M.P. Mahadevan, né en 1911 et mort le 5 novembre 1983 à Madras, est un philosophe et écrivain indien, spécialiste de la pensée Advaïta (souvent traduite par non-dualité).

## Biographie
Professeur de philosophie à l'université de Madras, il se rend célèbre par sa traduction, du tamoul à l'anglais, du Vicharsangraham (enquête intérieure). C'est, par ailleurs, un disciple de Chandrashekarendra Saraswati de Kanchi.
En 1967, il reçoit le Padma Bhushan.